# Opéra national de Bordeaux

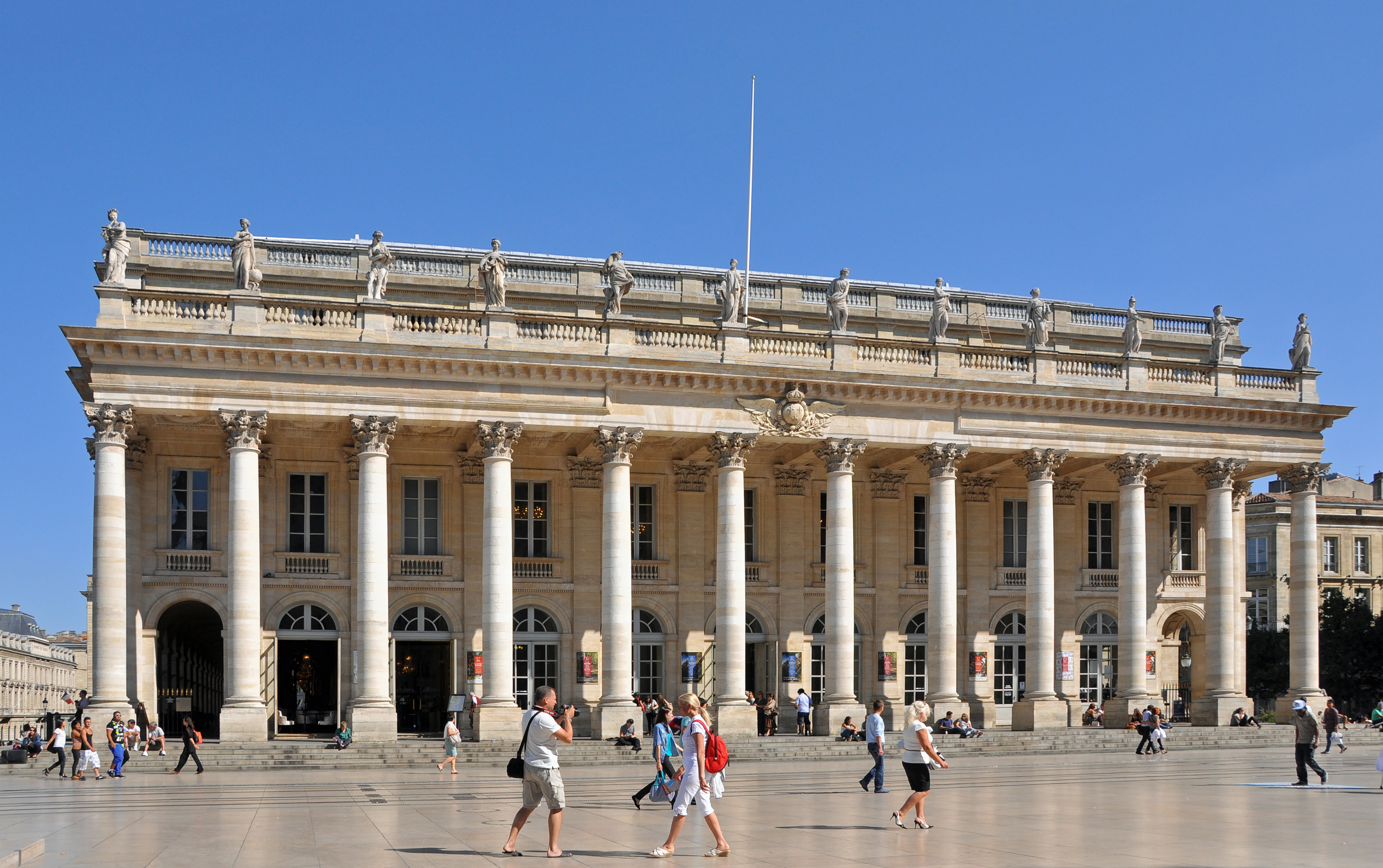
Le Grand Théâtre, siège de l'opéra national de Bordeaux.

Résidence
L'Opéra national de Bordeaux est une institution du service public de la culture organisée sous la forme d'une régie personnalisée. 
Son histoire est liée à celle du Grand Théâtre où se trouve son siège et à celle de l’orchestre national Bordeaux Aquitaine qui apporte son concours aux représentations lyriques ou chorégraphiques.
Il est membre du Réseau européen des services éducatifs des maisons d'opéra (RESEO) et adhère, comme vingt-deux autres théâtres lyriques, à la Réunion des opéras de France.

## L'administration
Le Conseil d'administration est composé de six représentants de la ville de Bordeaux, deux représentants de l'État et un représentant du Conseil régional d'Aquitaine. La direction générale est assurée depuis 2016 par Marc Minkowski qui a succédé à Thierry Fouquet qui occupait cette fonction depuis mai 1996. Il est entouré de Charles Jude à la direction du ballet depuis 1996 et Paul Daniel pour l'Orchestre national Bordeaux Aquitaine.
Son fonctionnement repose sur une structure d'environ 200 artistes et 170 collaborateurs répartis entre les différentes directions administrative, financière, artistique, technique, ressources humaines, publics et développement. En 2003, le recours aux intermittents s'est élevé à 1 950 contrats.

## L'action culturelle et le développement territorial
L'institution bordelaise a obtenu le label d'opéra national en région le 28 juin 2002, par une convention signée entre l’État (Direction de la musique, de la danse, du théâtre et des spectacles du Ministère de la culture), la ville et la région et assortie d’engagements de l’opéra en matière de décentralisation régionale de sa programmation et d’actions en direction des différents publics. Le label (dont bénéficient à ce jour cinq maisons d'opéra) implique un projet articulé autour de trois critères : artistique (élargissement du répertoire de Monteverdi à la création contemporaine), professionnel (formations permanentes, dispositif pédagogique ou d’insertion, nombre minimum de levers de rideau annuels), territorial (présence forte dans le département et la région).
Au-delà des représentations de ses opéras, concerts ou ballets, ou de ceux des compagnies invitées, l'opéra organise des événements ponctuels ou permanents de découverte et d'animation autour de ses activités et de ses lieux : journée portes ouvertes, expositions, répétitions publiques, visite des ateliers, conférences, journée du chœur, mois de l'orchestre, campus en musique, opéra crous, l'enfant et la danse et l'enfant et la musique, etc. Ces actions de développement culturel sont soutenues par la ville de Bordeaux, la Direction régionale des affaires culturelles, le Conseil régional d'Aquitaine et le Rectorat.
Les manifestations programmées par l'opéra national de Bordeaux sont données essentiellement au Grand Théâtre, à l'Auditorium ou à l'espace Saint-Rémi, mais également salles Jean Vauthier ou Antoine Vitez (anciennement Jacques Thibaud) du théâtre national Bordeaux Aquitaine, à l'église Notre-Dame ou à la cathédrale Saint-André.
L'opéra organise en outre les tournées de l'Orchestre national Bordeaux Aquitaine et du Ballet en région Aquitaine et au-delà : Arcachon, Mérignac, campus de Pessac-Talence-Gradignan, Périgueux, Agen, Mont-de-Marsan, Mimizan, Soustons, Orthez, Royan, Saintes, Enghien-les-Bains.

## Le ballet de l'Opéra National de Bordeaux
« Bordeaux est après Paris la première ville de France où s'exécutent de grands ballets. Son superbe théâtre a presque toujours possédé de bons compositeurs et a fourni d'excellents danseurs, même à l'Opéra de Paris… »

Patrimoine français à partir de Louis XIV, le ballet porte en lui une histoire, une idéologie, une esthétique. Dès le XVIIIe siècle, la danse acquiert à Bordeaux une dimension prestigieuse et créative qui se poursuit au siècle romantique. Bordeaux a la réputation de montrer des mises en scènes luxueuses et d'une rare perfection.

### Des chorégraphes de prestige
Le ballet de l'Opéra de Bordeaux eut le privilège de créer des pièces célèbres. 
Jean Dauberval y chorégraphie La Fille mal gardée en 1789, ce ballet fera le tour du monde et est encore au répertoire de nombreuses compagnies. 
 Aniel, lui, donnera Paul et Rosette en 1818, Apollon et Clitie ou l'Amour protecteur en 1819 et Fleurette ou les premières amours d'Henri en 1833. 
Jean-Baptiste Blache, maître de ballet, crée à l'opéra Les Meuniers en 1816. Ce ballet fera ensuite les beaux jours du théâtre de la Porte-Saint-Martin. Mais le ballet le plus étonnant que compose Blache au grand théâtre est sans doute L'heureuse nouvelle ou le berceau, chorégraphié en quelques heures et donné le soir même pour fêter en septembre 1820 la naissance d'Henri d'Artois, Duc de Bordeaux dit l'Enfant du miracle. Alexis Blache le fils de Jean-Baptiste sera lui aussi maître de ballet à Bordeaux et y composera des pièces intéressantes comme Malek Adhel, ou les Croisés. 
Marius Petipa dont le père Jean-Antoine Petipa fut également maître de ballet à Bordeaux, y inventa son premier ballet narratif en 1841, La jolie Bordelaise puis suivront Les vendanges, L'Intrigue amoureuse et Le langage des fleurs.

Des chorégraphes prestigieux
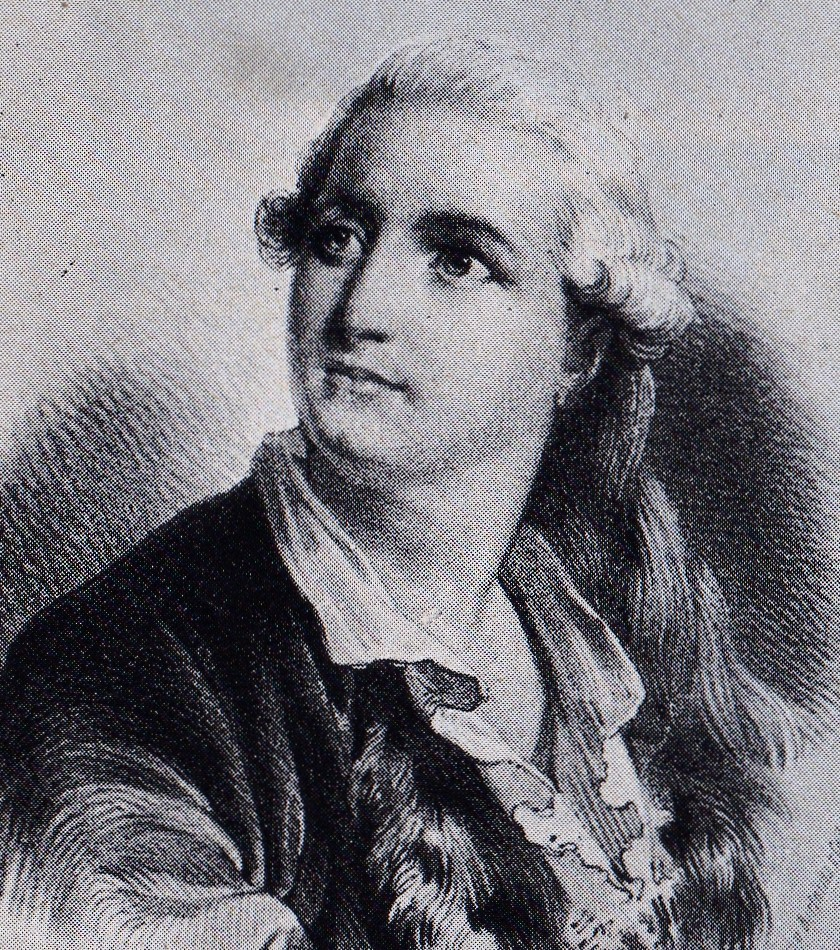
Dauberval
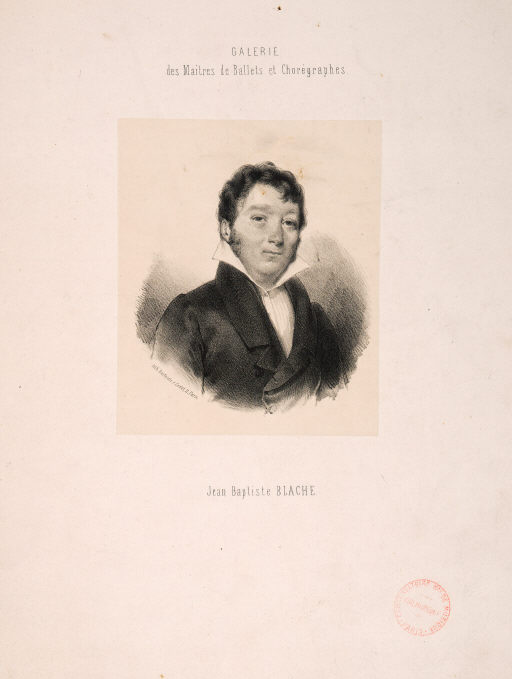
Jean-Baptiste Blache
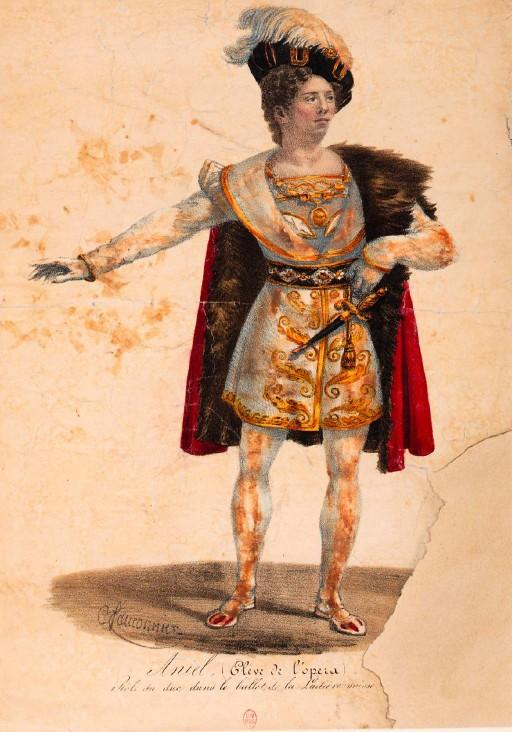
Pierre-Jean Aniel
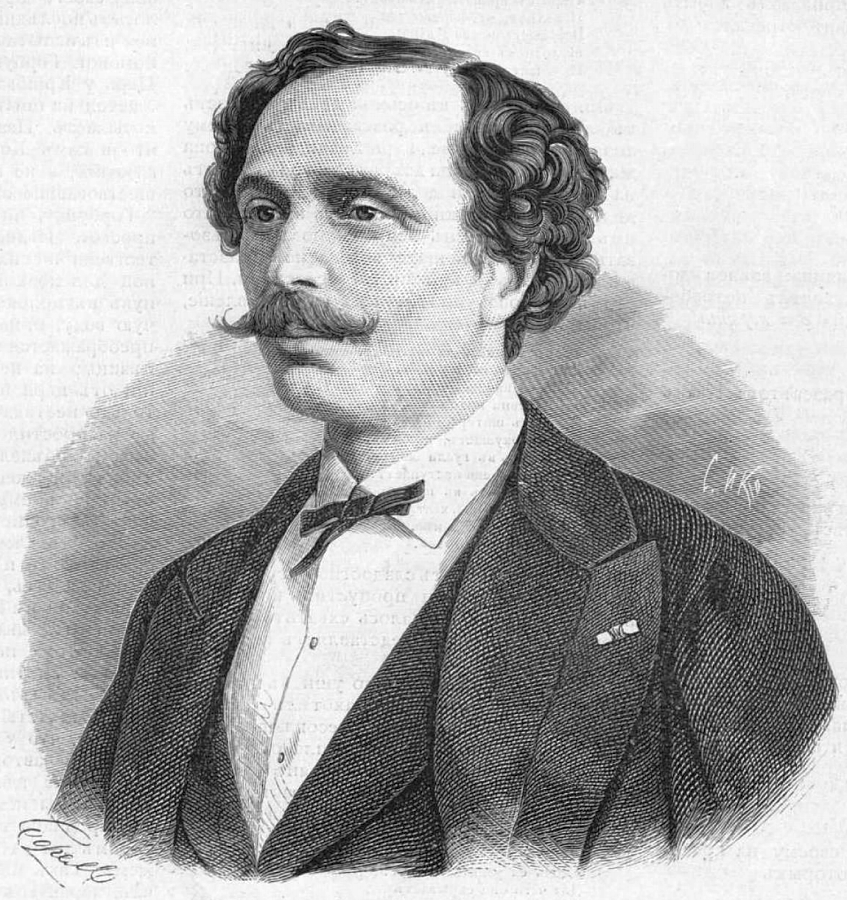
Marius Petipa

### Les années 1970-1990
En 1970, le danseur Wladimir Skouratoff (1925-2013) est nommé directeur de la danse à l'Opéra de Bordeaux. Il assurera à la compagnie une qualité de la danse dans la grande tradition franco-russe, codifiée par un de ses illustres prédécesseur Marius Petipa. Il favorise la reprise des grandes pièces du répertoire comme La Belle au bois dormant, Casse-noisette ou Giselle ou des pièces plus contemporaines comme L'Oiseau de feu ou Le Boléro. Le public peut grâce à des spectacles Hommage découvrir le travail de grands noms de la danse :  Diaghilev en 1979, Jorge Cuevas Bartholin dit Marquis de Cuevas en 1952 ou George Balanchine en 1984.

### Aujourd'hui
Fidèle à ce passé tout au long de son existence, le Ballet de l’Opéra de Bordeaux, à partir des années 1990, a su ouvrir son héritage classique à la modernité au contact de nombreux chorégraphes. 
Pour faciliter les conditions de travail du Ballet, la compagnie dispose depuis 2013 de vastes studios de répétition aménagés dans l'ancien théâtre inauguré en 1845, La salle Franklin, du nom du navire qui permit au propriétaire initial des lieux, François Seignouret, de faire fortune à la Nouvelle-Orléans.
À son arrivée à la direction de l’Opéra de Bordeaux, Thierry Fouquet a nommé le danseur étoile Charles Jude, directeur du Ballet de l’Opéra de Bordeaux en septembre 1996. À la tête d’une troupe de 39 danseurs et avec la collaboration de deux maitres de ballet Aurélia Schaefer et Eric Quilleré, Charles Jude privilégie la constitution d’un répertoire classique en remontant les plus grands ballets classiques dont il signe certaines chorégraphies : Casse-Noisette (1997), Giselle (1998), Coppélia (1999), La Belle au bois dormant (2000), Le Lac des cygnes (2002), Le Prince de bois (2003), Don Quichotte (2006), Roméo et Juliette (2008) et à faire entrer au répertoire de la compagnie de nombreuses œuvres célèbres classiques et néo-classiques : hommage à Marius Petipa avec Raymonda, Paquita, Don Quichotte pas de deux, Continuo et Jardin aux lilas d’Antony Tudor en 1999... 
Conscient du précieux héritage laissé par les Ballets de Serge de Diaghilev, Charles Jude inscrit ainsi au répertoire de la compagnie les ballets de Vaslav Nijinski : Prélude à l’après-midi d’un faune (1996), de Michel Fokine : Petrouchka, Le Spectre de la rose (1998), ou encore de Léonide Massine : Le Tricorne, Parade (2003). 
Il poursuit ce travail avec les chorégraphies de Serge Lifar : Icare (1996, 2001, 2003) et Suite en blanc (2001) et de George Balanchine : Apollon et Le Fils prodigue (1996, 2003), Les Quatre tempéraments (1997, 2002), et enfin en 2004, Serenade, Who cares ? Sonatine, et Stravinsky Violin Concerto.
Il propose chaque saison un nouveau programme comportant des chorégraphies néo-classiques ou issues de la Modern Dance ou encore de facture contemporaine, l’occasion pour la compagnie d’aborder un autre travail : Les Quatre Saisons (1997) de Paolo Bortoluzzi, Aunis (1997) de Jacques Garnier, Troy Game (1998, 1999) de Robert North, The Envelope (1998, 1999) et Brothers (1998) de David Parsons, Trois Préludes (1998) de Ben Stevenson et Before Nightfall (1998), Purcell Pieces (1999) de Nils Christe, Hydrogen Jukebox (1999) et Pneuma (2016) créé pour la compagnie par Carolyn Carlson. Auréole et Le Sacre du printemps de Paul Taylor (2002), la Pavane du Maure (2002) de José Limon, Sextet de Thierry Malandain (2003), Le Messie (2005), Carmina Burana, Chopin Numero Uno (2011) de Mauricio Wainrot (2005-2006), Adagietto d’Oscar Araiz, Zatoïchi de Carlotta Ikéda (2007). Le Ballet danse en octobre 2008 Quatre Tendances qui comporte une création de Thierry Malandain Valse(s), Les Indomptés de Claude Brumachon, Click-Pause-Silence de Jirí Kylián et In the Middle, Somewhat Elevated de William Forsythe. Quatre Tendances/2 en mars 2010, Temporary Conditions de Vaclav Kunes, Etreintes Brisées de Claude Brumachon, Annonciation d'Angelin Preljocaj. Quatre Tendances/3 en novembre 2010, Tétris d'Anthony Egéa (style hip-hop), The Sofa d'Itzik Galili, Petite Mort de Jiri Kylian.
Parallèlement, le nombre de représentations données en tournée se développe : Japon, États-Unis, Espagne, Italie, Paris, Kiev, Lausanne, participation aux nombreux « Hommages à Rudolf Noureev » organisés en 2003 à Bordeaux, Monaco, Tokyo, Moscou, invitation au Festival International de Edimbourg en août 2003, au festival du Printemps de Budapest en mars 2004, à Saint Pétersbourg (Théâtre Mariinski), au festival de La Havane en novembre 2004, au festival Diaghilev aux Paysbas en janvier 2005, en Italie en février, en Sicile en mai 2005, au théâtre du Liceu de Barcelone en octobre 2006, en Italie et en Espagne en 2007 et en 2008, à Cremone, Ferrare et Pordemone en Italie au printemps 2009, et en Chine en janvier 2012 (gala et Casse-Noisette).
En décembre 2016, la direction de l'opéra de Bordeaux envisage à court terme une baisse des effectifs à 21 danseurs en CDI, cela entraîne un mouvement de mécontentement chez les danseurs. En effet, en dessous d'une quarantaine de danseurs, la compagnie serait empêchée de donner le répertoire des grands ballets classiques. Une menace de grève pèse un temps sur la représentation de Coppélia le soir du 31 décembre, mais l'assurance du maintien des effectifs pour 2017 permet de maintenir la représentation.

### Distinctions
- Prix Serge Lifar, novembre 2001 et novembre 2014.
- Prix Herald Angels (festival international d’Édimbourg) 2003.
- Prix du meilleur ballet étranger, Cuba, 2004.

## Le chœur de l'Opéra National de Bordeaux
Ensemble de quarante artistes dirigés par Jacques Blanc depuis 1999, le chœur de l’opéra national de Bordeaux participe aux spectacles lyriques mais aussi aux concerts symphoniques de l'Orchestre national Bordeaux Aquitaine.
Il a ainsi été associé à :
- La Main de Gloire de Jean Françaix, Les Saisons d’Henri Sauguet, Sampiero Corso d’Henri Tomasi, Montségur de Marcel Landowski, Les Rois de Philippe Fénelon... (créations mondiales)
- Ivan IV, Christophe Colomb (avec la Compagnie Renaud-Barrault, direction Pierre Boulez), Jeanne au Bûcher, Peter Grimes... (premières françaises ou bordelaises)
- Don Carlos, Il Trovatore, Così fan tutte, Rigoletto, Le Nozze di Figaro, La Vie parisienne, Falstaff, La Chauve-Souris, Le Vaisseau fantôme , La Fiancée du tsar, Aida...

Suivant la programmation de l'opéra, les activités du chœur se déroulent, tant dans le domaine lyrique que symphonique, à Bordeaux ou en région, mais aussi en direction du jeune public.

## Les ateliers
La direction technique et de production est assurée par Giulio Achilli.
Elle regroupe l'ensemble des services indispensables à la réalisation d'un projet : atelier de décors (construction, voilerie, peinture, sculpture, menuiserie, serrurerie), personnel de plateau (machinerie, lumière, accessoires, son), atelier de couture, habillement, accessoires, perruque, maquillage, bureau d'études…
Giulio Achilli crée durant l'été 2009, l'exposition « L'opéra dévoilé… », exposition qui a pour but de dévoiler les divers ateliers de l'opéra et du spectacle, de la régie, aux costumes en passant par les décors.

## Affaire judiciaire
En 2016, l'ex-régisseuse de l’opéra est condamnée à 3 ans de prison ferme pour le détournement de 2,3 millions de fonds publics sur dix ans,,.